# Ophiomyia falcifera
Ophiomyia falcifera is een vliegensoort uit de familie van de mineervliegen (Agromyzidae). De wetenschappelijke naam van de soort werd voor het eerst geldig gepubliceerd in 2019 door Monteiro, Barbosa en Esposito.